# Romano Alquati
Romano Alquati (Clana, 11 febbraio 1935 – Torino, 3 aprile 2010) è stato un sociologo, attivista e saggista italiano, esponente di spicco del marxismo operaista, studioso della soggettività e della composizione di classe.

## Biografia
Romano Alquati nacque a Clana, al secolo un comune italiano sito nell'allora provincia di Fiume (annessa poi, nella sua interezza, all'allora Croazia jugoslava nel 1947), l'11 febbraio 1935. Si formò politicamente a Cremona negli anni cinquanta all'interno del gruppo dei "ricercatori scalzi", all'epoca parte del movimento operaio e sindacale, coniugando la visione marxista con un approccio più legato a una sociologia rivista in chiave critica e un approccio fenomenologico alla soggettività.
Cremona in quegli anni era una città in cui convivevano le esperienze di lotta del proletariato agricolo con la rapida industrializzazione del boom economico. Tra gli amici di Alquati vi furono lo psicologo del lavoro Renato A. Rozzi, i dirigenti internazionalisti Giovanni Bottaioli e Rosolino Ferragni e il comunista "eretico" Danilo Montaldi, che lo portarono ad un'esperienza di militanza politica.
A 25 anni Alquati si spostò a Torino, dove entrò nella redazione dei Quaderni Rossi a cui già collaborava tra gli altri Raniero Panzieri.
Nel 1963 passò a Classe operaia, insieme a Mario Tronti e Toni Negri, fucina di ciò che fu definito operaismo e di un nuovo approccio alla classe operaia, lontano dal vecchio movimento operaio, per il quale veniva elaborato il metodo della conricerca. Questo metodo, nato nei primi anni sessanta alla Fiat Mirafiori e in altre fabbriche piemontesi, come quelle dell'Olivetti e della Lancia, coniugava l'inchiesta della ricerca con una partecipazione attiva da parte del ricercatore, per permettere una trasformazione reciproca tra ricercatore e i soggetti operai studiati. Queste inchieste furono importanti nel ciclo di conflittualità inaugurato a Torino nel luglio 1962 a Piazza dello Statuto, anticipatore dei moti del '68 italiano.
Nei primi anni settanta, con la società italiana in trasformazione, Romano Alquati uscì dalla fabbrica e si avvicinò agli studi universitari del ceto medio per estendere la sua ricerca al proletariato intellettuale, cogliendo il superamento di una lettura prettamente operaistica, per il quale servono nuovi strumenti.
Per questo, si avvicinò a Zygmunt Bauman, alla sua società liquida, e al pensiero di Alain Touraine, definendo il concetto di iperindustrializzazione.
Negli anni ottanta proseguì la sua attività di docente militante nelle "università di massa", avendo come scopo la produzione di massa di una conoscenza critica. Gli anni a seguire furono di isolamento intellettuale, poiché si ampliò sempre più la distanza dalla sinistra ufficiale e dai vecchi compagni operaisti.
Alquati si spense a Torino il 3 aprile del 2010.
La camera ardente fu allestita preso il Centro Sociale Autogestito Askatasuna .

## Opere
- R. Alquati, Sindacato e partito, Stampatori Università, Torino, 1974.
- R. Alquati, Sulla Fiat e altri scritti, Feltrinelli, Milano, 1975.
- R. Alquati, L'Università e la formazione l'incorporamento del sapere sociale nel lavoro vivo, in "Aut Aut", Firenze, luglio-agosto 1976, n. 154.
- R. Alquati, N. Negri, A. Sormano, Università di ceto medio e proletariato intellettuale, Stampatori, Torino, 1978.
- R. Alquati, G. Lodi, Donna, famiglia, servizi nel territorio della provincia di Cremona, Amministrazione provinciale di Cremona, 1981.
- R. Alquati, Dispense di sociologia industriale, Il Segnalibro, Torino, 1986-1992, 4 vol.
- R. Alquati, Sul comunicare, Il Segnalibro, Torino, 1993.
- R. Alquati, Sacre icone, Calusca Edizioni, Padova, 1993.
- R. Alquati, Per fare conricerca, Velleità Alternative, Torino, 1993.
- R. Alquati, Cultura, Formazione e Ricerca. Industrializzazione di produzione immateriale, Velleità Alternative, Torino, 1994.
- R. Alquati, M. Pentenero, J.L. Wessberg, Sul virtuale, Velleità Alternative, Torino, 1994.
- R. Alquati, Camminando per realizzare un sogno comune, Velleità Alternative, Torino, 1994.
- R. Alquati, Lavoro e attività. Per una analisi della schiavitù neomoderna, Manifestolibri, Roma, 1997.
- R. Alquati, Nella società industriale d'oggi, working paper non pubblicato, Torino, 2000/2003.
- R. Alquati, Sulla riproduzione della capacità umana vivente oggi, working paper non pubblicato, Torino, 2001/2003.
- R. Alquati, "Sulla riproduzione della capacità umana vivente oggi", DeriveApprodi, Roma, 2021
- R. Alquati, "Per fare conricerca", DeriveApprodi, Roma, 2022
- R. Alquati, "Cultura, formazione e ricerca", DeriveApprodi, Bologna, 2023